# Ламар (Тексас)
Ламар (енгл. Lamar) насељено је место без административног статуса у америчкој савезној држави Тексас.

## Демографија
По попису из 2010. године број становника је 636.
| Група             | 2000.    | 2010.       |
| Белци             | 0 (0,0%) | 546 (85,8%) |
| Афроамериканци    | 0 (0,0%) | 1 (0,2%)    |
| Азијати           | 0 (0,0%) | 10 (1,6%)   |
| Хиспаноамериканци | 0 (0,0%) | 70 (11,0%)  |
| Укупно            | 0        | 636         |